# Palacio de Ujaidir

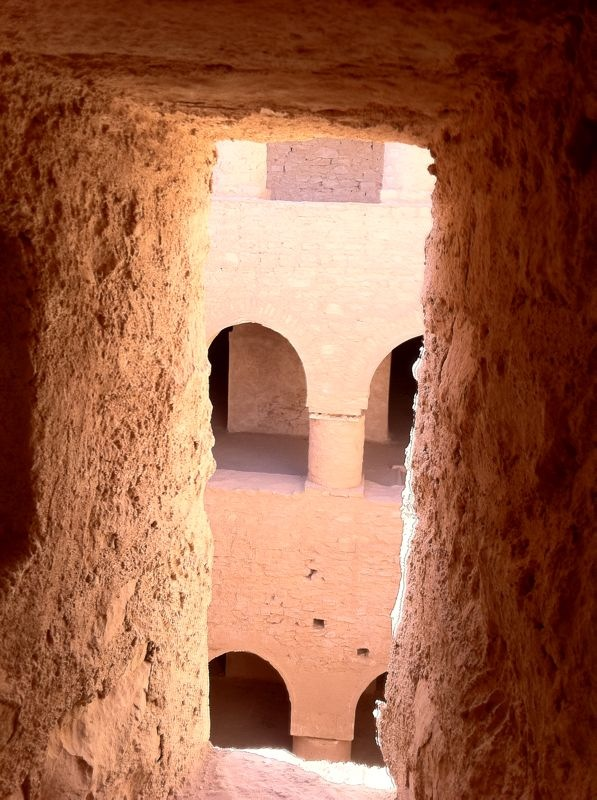
Palacio/Fortaleza de Ujaidir.

El palacio de Ujaidir, fortaleza de Ujaidir o palacio portaleza abásida de Ujaidir es un palacio fortificado rectangular de gran tamaño de Irak, erigido en el año 775 con un estilo defensivo único. Se encuentra en la Gobernación de Kerbala, a unos 50 km al sur de la capital Kerbala. 
Fue construido por Isa ibn Musa, sobrino del califa abásida As-Saffah, para retirarse de la política. Ujaidir representa la innovación arquitectónica abasí en cuanto las estructuras de sus patios, residencias y mezquita. Gertrude Bell llevó a cabo excavaciones en Ujaidir a principios del siglo XX. 
Ukhaidir fue una parada importante en las rutas comerciales regionales, similarmente a Atshan y Mujdah. El complejo de aproximadamente 176 m por 146 m con un alto muro de piedra calcárea, con torres circulares en las cuatro esquinas y semicirculares en los lados, comprende una sala principal, un gran Iwan, un salón de recepción y cuartos de sirvientes. También tenía su propia mezquita y un complejo de baños al sudeste del recinto. El palacio estaba construido con mampostería y ladrillos de barro cocido y tenía hasta tres pisos.
El palacio- fortaleza ejemplifica la arquitectura abasí en Irak mostrando el carácter "despótico y amante de los placeres de la dinastía" por su gran tamaño y espacios reducidos.

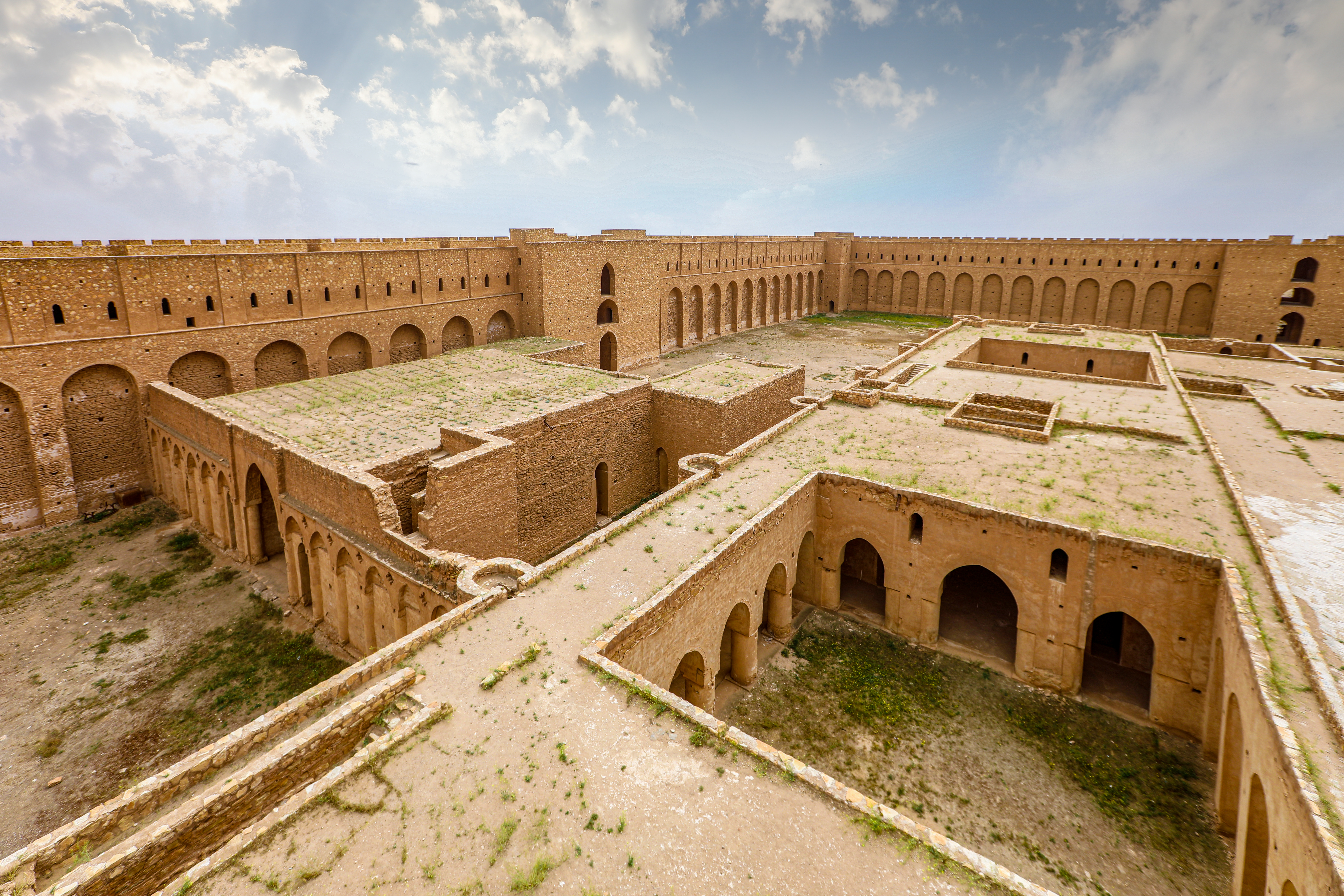
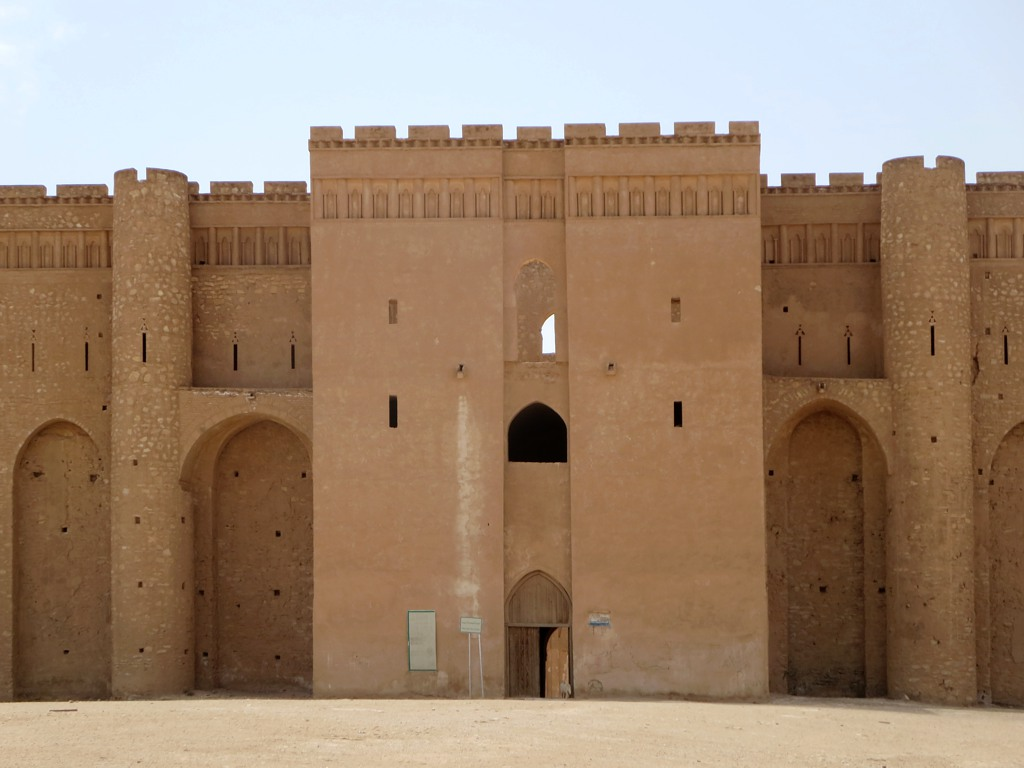
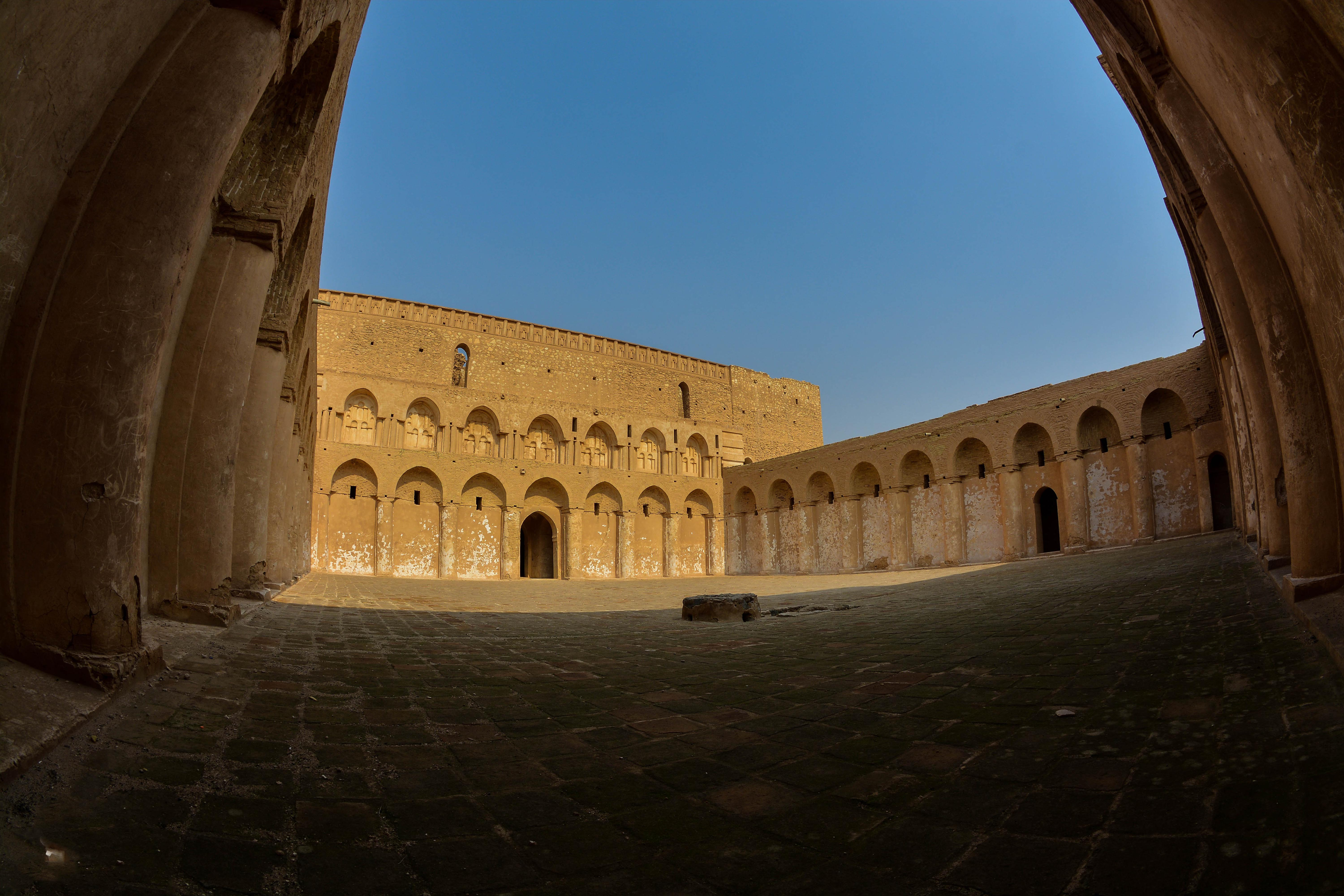
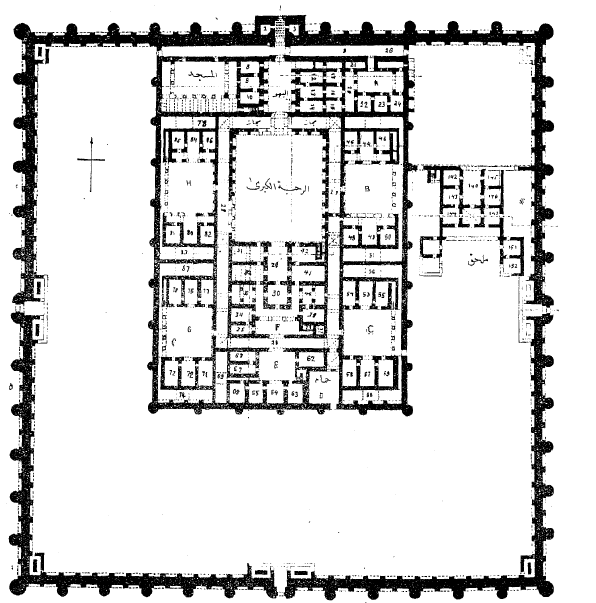
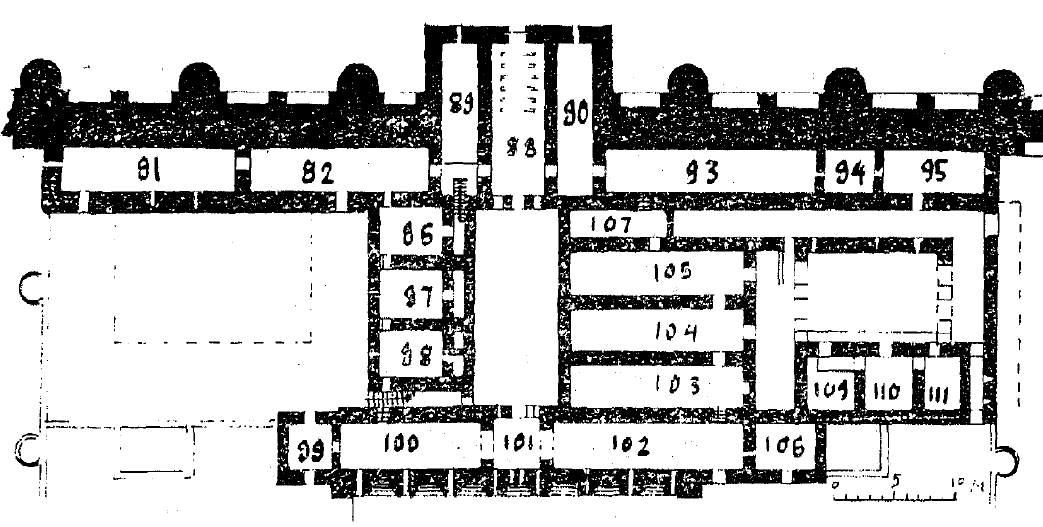